# Ornithogalum hispidum
Ornithogalum hispidum är en sparrisväxtart som beskrevs av Jens Wilken Hornemann. Ornithogalum hispidum ingår i släktet stjärnlökar, och familjen sparrisväxter.

## Underarter
Arten delas in i följande underarter:
- O. h. bergii
- O. h. hispidum